# Звайзгне Петро Якович
Петро Якович Звайзгне (5 грудня 1897, садиба Калнцієм Дігнайської волості Фрідріхштадтського (Єкабпілського) повіту Курляндської губернії, тепер Латвія —  10 травня 1963, місто Лієпая, тепер Латвія) — латвійський радянський діяч, голова Верховної ради Латвійської РСР. Член Центральної контрольної комісії КП(б)У в листопаді 1927 — червні 1930 року. Депутат Верховної Ради Латвійської РСР 2—3-го скликань. Депутат Верховної Ради СРСР 4-го скликання.

## Біографія
Народився в родині кочегара (пожежника) та пралі. Почав працювати в 1911 році учнем токаря на фабриці Шмідта в місті Ризі. У роки Першої світової війни в 1915 році евакуйований разом із заводом до міста Катеринослава.
З кінця 1917 року — червоногвардієць, потім червоноармієць, учасник громадянської війни в Росії в 1918—1921 роках.
Член РКП(б) з 1919 року.
Після демобілізації з 1921 року працював токарем, був на інженерних посадах на заводах у Катеринославі (Дніпропетровську).
На 1929 рік — директор дротяно-цвяхарного та шурупового заводу «Червоний Профінтерн» Укртремаса в Дніпропетровську.
З 1930 року — директор металургійного заводу «Комінтерн» Української СРР.
У серпні 1935 — липні 1937 року — директор Лисьвенського металургійного заводу Свердловської області (тепер — Пермського краю).
Під час німецько-радянської війни керував металургійним заводом на Уралі.
У травні 1945 — 1959 року — директор Лієпайського металургійного заводу «Sarkanais metalurgs» Латвійської РСР.
Одночасно 14 жовтня 1948 — 1954 року — голова Верховної ради Латвійської РСР
З 1960 року — на пенсії. Помер 10 травня 1963 року в місті Лієпаї. Похований 15 травня 1963 року на цвинтарі Райніса (2-му лісовому цвинтарі) в місті Ризі.

## Нагороди
- орден Леніна
- орден Трудового Червоного Прапора (1958)